# حصن القفل
حصن القفل هو أحد الحصون اليمنية التاريخية الشهيرة في جبل حفاش -عزلة بني دهمان مديرية حفاش قرية بيت شخير ويقع فوق مرتفع صخري محصن طبيعيًا.

## سبب التسمية
سمي بذلك الاسم نسبة إلى القفل بن عدي بن دهمان بن حفاش بن عوف الحميري

## الوصف
يتكون من مساحة مكشوفة غير منتظمة الشكل بها سور ضخم من جميع الجهات، يفتح من الجهة الغربية من السور مدخل بعقد مدبب، يتم الصعود إليه عن طريق عدد من الدرج الصاعدة على شكل سلم، ومن المعالم الأثرية التي لا تزال في الناحية الجنوبية بقايا أبنية تمثل أبراجًا دفاعية وبركتين للمياه محفورتين في الصخر ومبلطتين من الداخل بالجص، والحصن بـشكل عـام يخلو من أي ظواهر معمارية أخرى إلا أنه يتميز من الناحية الطبيعية بموقع استراتيجي، وهو الهدف الذي شيد من أجله وأشارت إليه كثير من المصادر التاريخية.